# Строкова
Строкова́ — село в Україні, в Бориспільському районі Київської області. Входить до складу Студениківської сільської громади.

## Географія
Село Строкова розташоване на північному сході від Переяслава. Межує: на сході — з селом Помоклі, із заходу — з селом Велика Каратуль.

## Історія
Є на мапі 1826-1840 років

### Радянська влада
Село Строкова в 1930 року мало 332 двори та 1966 мешканців. Того ж року був організований колгосп імені Стрілецької дивізії. Господарство мало 3024 га землі, з них 977 га — орної. Під час колективізації комуністи та їх агенти показово пограбували 3 заможні селянські родини.
Голодом убито 713 жителів. В обласному архіві збереглись записи про смерть 461 жителя. Убиті голодом поховані на сільському кладовищі, де 22 листопада 2007 року встановлено пам'ятний знак.

## Населення
Населення становить 423 особи.

## Економіка
Підприємства сільськогосподарської галузі:
- птахівництво — СФГ «Екзосвіт»
- вирощування зернових та технічних культур ПП «Строкова-Агро», ПП «Земля Переяславщини», ПП «Амер»
- лісництво — СЛП «Строковаліс»
- рибальство — ПП «Переяслав-Туризм»

## Соціальна сфера
Дитячий садок . (директор — Левченко Світлана Григорівна). Школа заснована в 1958 році. Містить три навчальні кабінети. в яких працює 4 педагогічні працівники. Школа працює над науково-методичною проблемою «Поєднання сім'ї, школи та громадськості у навчально-виховному процесі».
Є амбулаторія загальної практики та сімейної медицини.

## Транспорт
В селі є автобусна зупинка. Щоденно курсує автобус Переяслав — Яготин.

## Культура
Ансамбль «Строківчанка» (керівник — Віра Ярема)

## Релігійне життя
Храм на честь ап. Іоанна Богослова. Престольне свято — 9 жовтня.

## Пам'ятки
Поряд із селом проходить Змієвий вал, котрий тягнеться від села Натягайлівка.

### Історичні пам'ятки
- Братська могила жителів села, які загинули за встановлення радянської влади (розташована біля церкви)
- Братська могила солдат Радянської Армії і пам'ятник воїнам-односельцям, які загинули в роки Німецько-радянської війни, могила лейтенанта Деречі О. В., який загинув під час боротьби проти УПА у 1947 році (розташовані біля клубу)

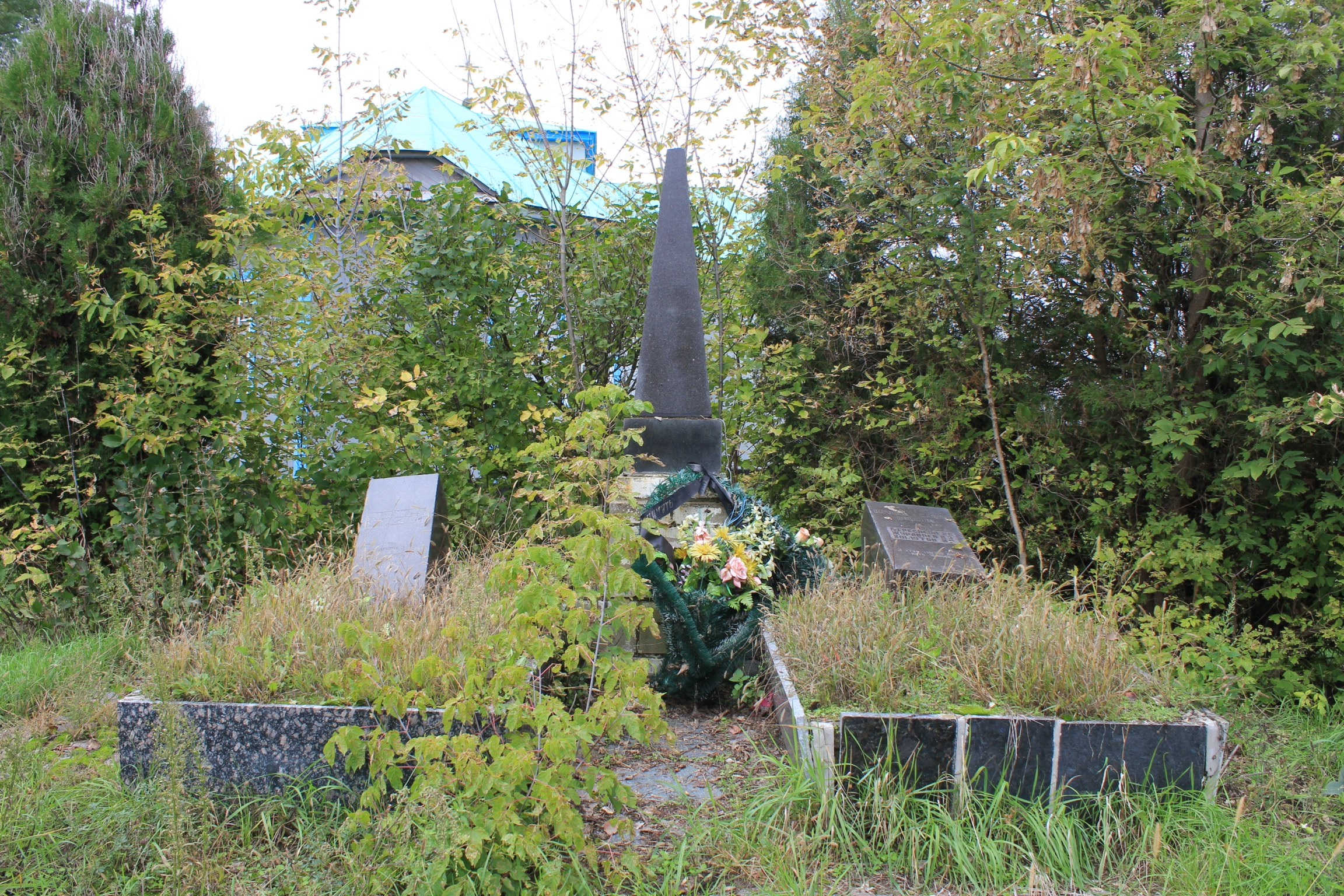
Братська могила жителів села, які загинули за встановлення окупаційної радянської влади
Братська могила солдат Червоної Армії і пам'ятник солдатам-односельцям, які загинули в роки Другої світової війни

## Відомі люди
В селі народилися:
- Віталій Ярема — Генеральний прокурор України у 2014—2015 рр., Перший Віце — Прем'єр міністр у 2014 р.